# Ağdaş

Ağdaş este un oraș din Azerbaidjan. Până în 1919 se numea Araş Mahal.